# الكسندر دبليو. بروستر
الكسندر دبليو. بروستر (بالإنجليزية: Alexander W. Brewster)‏ هو سياسي أمريكي، ولد في 5 يونيو 1796، وتوفي في 6 مايو 1851.